# Soisy-sur-Seine
Soisy-sur-Seine là một xã ở tỉnh Essonne thuộc vùng Île-de-France miền bắc nước Pháp.
Theo điều tra dân số năm 1999, dân số xã này là 7.072 người. Ước tính dân số năm 2007 là 7.200.
Danh xưng cư dân địa phương Soisy-sur-Seine trong tiếng Pháp là Soiséens.